# Aleksander Bojemski
Aleksander Józef Bojemski (ur. 17 marca 1885 w Kielcach, zm. 4 sierpnia 1944 w Warszawie) − polski inżynier i architekt, profesor Politechniki Warszawskiej.

## Życiorys
Był synem Aleksandra i Tekli Felicji Krazue. W roku 1910 ukończył studia na Wydziale Architektury Politechniki w Dreźnie. Po powrocie do Polski pracował u Władysława Marconiego. W 1917 ożenił się z Ernestyną Maringer. W latach 1919–1923 pracował w Ministerstwie Robót Publicznych, zajmując się sprawami budownictwa wiejskiego i małych miast. Od sierpnia 1920  do sierpnia 1921 służył ochotniczo w Wojsku Polskim w charakterze inżyniera-urzędnika zatrudnionego  w zarządzie budowlano-kwaterunkowym centralnych urzędów Ministerstwa Spraw Wojskowych. Od maja 1920 związany był z Wydziałem Architektury Politechniki Warszawskiej. Początkowo był asystentem (do 1924) i starszym asystentem (do 1929) w Katedrze Architektury Monumentalnej. Z dniem 1 września 1929 uzyskał nominację na zastępcę profesora i został kierownikiem Katedry i Zakładu Projektowania Wiejskiego (na miejsce prof. Rudolfa Świerczyńskiego, który objął Katedrę Projektowania Miejskiego). 1 września 1932  mianowano go profesorem nadzwyczajnym. Katedrą Projektowania Wiejskiego kierował do wybuchu wojny we wrześniu 1939. W latach akademickich 1934/1935 i 1935/1936 dziekan Wydziału Architektury. Był członkiem Stowarzyszenia Architektów Polskich i Towarzystwa Urbanistów Polskich. Podczas okupacji hitlerowskiej pozostawał w Warszawie uczestniczył w tajnym nauczaniu na poziomie akademickim dla studentów Wydziału Architektury. Formalnie do 1942  pozostawał fikcyjnym pracownikiem Powszechnego Zakładu Ubezpieczeń Wzajemnych w Warszawie. Po uruchomieniu przez Niemców w 1942  w gmachach politechnicznych Państwowej Wyższej Szkoły Technicznej został zatrudniony jako nauczyciel na Wydziale Budownictwa Lądowego i Wodnego, na którym prowadził wykłady i ćwiczenia z zasad projektowania budowli handlowych. 
Został rozstrzelany podczas powstania warszawskiego. Jego ciało spoczęło na cmentarzu Powązkowskim w Warszawie (dokładne miejsce nieznane). Według informacji zawartej w książce Warszawa jakiej nie ma, autorstwa Stanisława Niewiadomskiego, rozstrzelanie Bojemskiego miało miejsce pod koniec września 1944.

## Ważniejsze prace

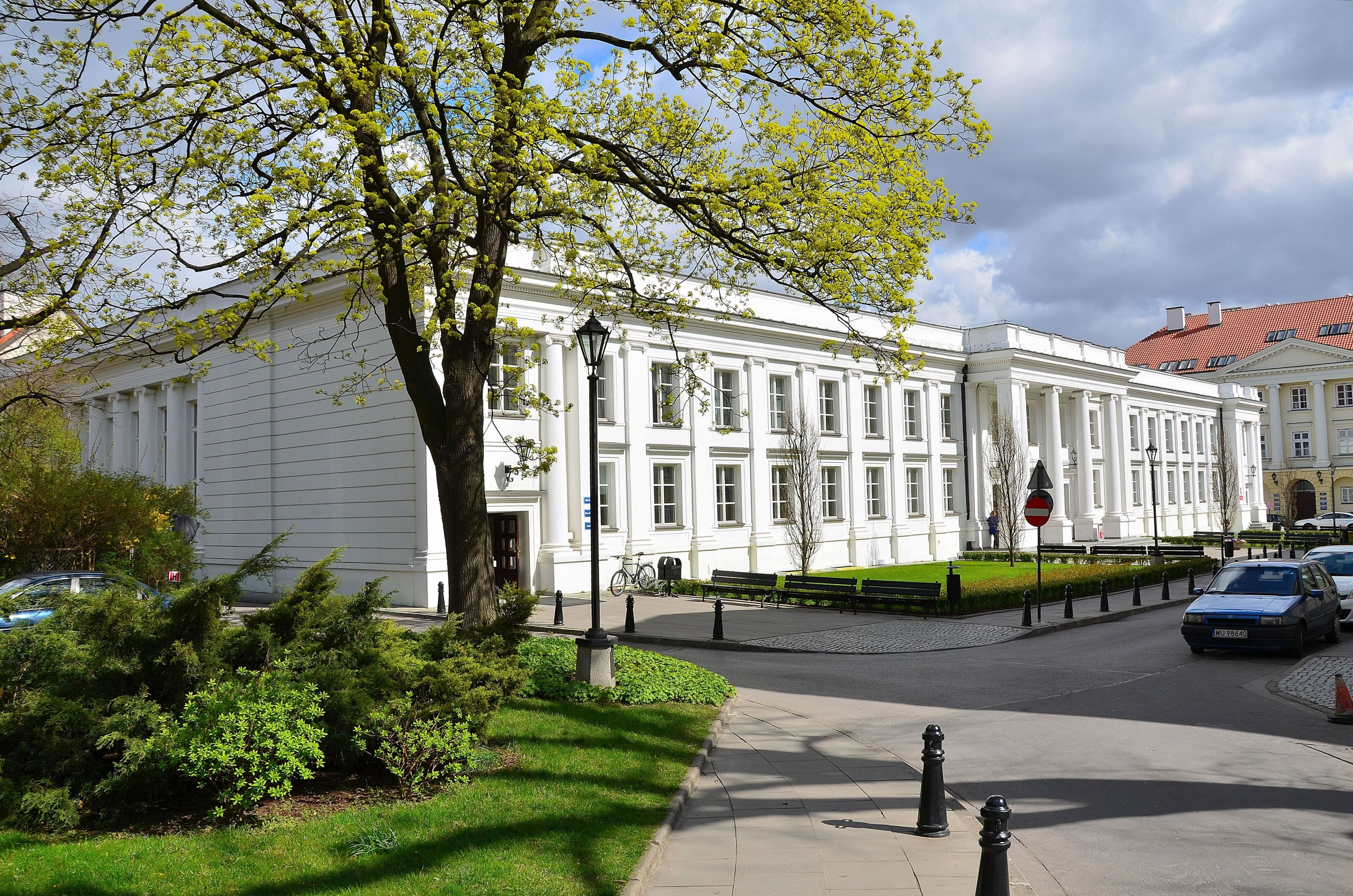
Gmach Auditorium Maximum UW

- II nagroda w konkursie na miasto-ogród – Ząbki 1911[3]
- projekt pawilonu przetworów ziemniaczanych na PWK – 1929
- gmach Auditorium Maximum Uniwersytetu Warszawskiego – 1930
- szkoła powszechna przy ul. Barokowej w Warszawie – 1935
- cokół pomnika księcia Józefa Poniatowskiego na pl. Saskim w Warszawie
- kolonie domów Żoliborz Urzędniczy i Żoliborz Oficerski – lata 30. XX wieku
- aula i gmach Zakładu Chemii Organicznej Uniwersytetu Warszawskiego
- projekt zagospodarowania terenu Frascati – II nagroda